# Мирчо V Чобан
Мирчо V Чобан (на румънски: Mircea Ciobanul; 1467 – 1559) е владетел на Влашко три пъти – от 1545 до 1552, от 1553 до 1554 и от 1558 до 1559 г.

## Живот
Рожденото му име е Димитру, но при възкачването си на трона взема името Мирчо. Прозвището му Чобанул (Овчар) е свързано с налагането на нов данък върху овцете по време на управлението му.
Мирчо е пети син на княз Раду IV Велики и Каталина Църноевич, чийто дядо Стефан I Църноевич е владетел на Княжество Зета.
Умира на 25 септември 1559 г. Наследен е от сина си Петру II Младия.

## Семейство
Женен за Княжна Молдовска с рождено име Ана, дъщеря на молдовския княз Петър IV Рареш. Имат седем деца:
- Петру II Младия, княз на Влашко (1559 – 1568);
- Александра (Руксандра) – омъжена за Георге Хрисоверги[3];
- Анка – омъжена за болярина Нягол[4];
- Марина – омъжена за Стамат Палеолог, племенник на вселенския патриарх Йоасаф II Константинополски[5];
- Добра – сгодена за молдовския княз Деспот Водя (1561 – 1563), но сватбата не се състояла[6]. По-късно през 1574 г. е дадена от майка си за жена на султан Мурад III и приема името Фюлане.[7][8] Умира през януари 1595 г., когато по заповед на следващия султан Мехмед III са екзекутирани другите синове на Мурад, както и петнадесет от наложниците му, които по това време са били бременни.[9] Възможно е Добра да е била една от тях, тъй като времето на смъртта ѝ съвпада.
- Мирчо – доста след смъртта на Мирчо V Чобан вдовицата му Княжна Молдовска заедно със сваления от трона Петру II Младия и двамата най-малки сина, Мирчо и Раду, са изселени от османците в Сирия; в крайна сметка Мирчо приема исляма и името Ахмед[10];
- Раду – приема исляма и името Юсуф[11].